# 𝼁
Cette page contient des caractères spéciaux ou non latins. S’ils s’affichent mal (▯, ?, etc.), consultez la page d’aide Unicode.
𝼁 (uniquement en minuscule), appelé g cursif réfléchi, est une lettre additionnelle de l’écriture latine qui est utilisée dans les extensions de alphabet phonétique international pour représenter une consonne occlusive vélodorsale voisée (en).

## Représentations informatiques
Le g cursif réfléchi peut être représenté avec les caractères Unicode (Latin étendu-G) suivants :
| formes    | représentations | chaînes de caractères | points de code | descriptions                              |
| --------- | --------------- | --------------------- | -------------- | ----------------------------------------- |
| minuscule | 𝼁               | 𝼁                     | U+1DF01        | lettre minuscule latine g cursif réflechi |